# Национални парк Проклетије (Црна Гора)
Национални парк Проклетије је пети национални парк у Црној Гори, проглашен 2009. године. Захвата површину од 16.630 ha и у оквиру њега су два резервата природе — Хридско језеро и Волушница. Зона заштите око парка је 6.252 ha. Проклетије се одликују карактеристичним кречњачким рељефом и лепотама који су утицали на проглашење за заштићено подручје од националног значаја.

## Положај
Национални парк Проклетије ограничен је са југа високим гребенима планине и албанском границом, на западу је река Грнчар, на северу Гусињско-плавска долина и најзад на истоку планина Богићевица. Укупна површина је око 16.600 ha са околном заштитном зоном од приближно 6.200 ha.

.
Национални парк Проклетије одликује се кречњачким и доломитским саставом стена, које су се формирале у олиго-миоцену. Предео је изузетно неприсупачан са бројним високим врховима и крашким облицима (јаме, пећине, увале и др). Врхови су најчешће оштри и назубљени, а падине изузетно стрме. Највише тачке су Зли Колац (2.534 m), Добри Колац (2.528 m) и Росни врх (2.524 m).

## Галерија
- Снежне крпе
- Снежне крпе2
- Врело Савино око
- Понор Скакавац
- Зла Колата, највиши врх у Црној Гори